# Baissorhynchus tarsalis
Baissorhynchus tarsalis is een keversoort uit de familie Ithyceridae. De wetenschappelijke naam van de soort is voor het eerst geldig gepubliceerd in 1977 door Zherikhin.